# ざわちん
ざわちん（1992年8月16日 - ）は、日本の女性タレント、マスクマイスター、目元メイクスペシャリスト、eスポーツプレイヤー、YouTuber。マネージメントS所属。群馬県太田市出身。本名は小澤 かおり（おざわ かおり）。
ものまねメイクのパイオニア的存在。日本では今までになかった“芸能人のものまねメイク”というメイクの新分野を確立。
コロナ禍においてマスクメイクの指南や監修などで、様々なメディアにて再び脚光を浴びる。イメージキャラクターを務める「アイスシルクマスク」は、累積販売枚数100万枚を超えるヒットを記録。
日本人の父とフィリピン人の母のハーフ。

## 概要
ものまねメイクのパイオニア的存在で、日本では今までになかった“芸能人のものまねメイク”というメイクの新分野を確立した。
芸名の由来は、周囲が板野友美と誤認して“ざわざわ”することと名字の小澤の「ざわ」に、板野の愛称「ともちん」に倣って「ちん」を付けたもの。
現在、ものまねメイクのレパートリーは未発表を含めると300人を越え、その対象は年齢・性別・国籍さえも超える。新作を発表する度に多くのメディアに取り上げられ大きな話題となる。
2015年（平成27年）5月には待望の韓国SBSの人気テレビ番組『スターキング』に出演を果たし、スタジオでものまねメイクを披露。韓国でも大きな反響を呼んだ。
自身の公式ブログ（アメブロ）で公開するものまねメイクは常に高いアクセス数を誇り、今まで1日での最高アクセス数は前人未到の859万アクセスを記録し、アメブロ芸能人総合ランキング第1位を獲得した（1位は通算8回獲得）。2019年（平成31年）7月1日現在、アメブロのフォロワー数が18.8万人、ツイッターのフォロワー数が35.9万人、インスタクグラムのフォロワー数が18.2万人、SNSフォロー総数が73万人以上となっている。
ものまねメイクのプロセスを掲載した初の著書メイク本『ざわちん Make Magic』『ざわちん Make Magic 2』（宝島社）は累計23万部を超えるヒット。2014年（平成26年）のNO.1メイク本となった。
『SMAP×SMAP』『情熱大陸』『アナザースカイ』『金スマ』『誰だって波瀾爆笑』『人生が変わる1分間の深イイ話』『ダウンタウンDX』『しくじり先生』『有吉反省会』『水曜日のダウンタウン』『めざましテレビ』『ZIP!』『スッキリ！！』など、多数のテレビ番組に出演した。
現在、eスポーツチーム「AROWZ BROS.」（アローズブラザーズ）を結成。eスポーツプレイヤー（AzB ざわちん）としても活動している。

## 来歴

### デビュー前
芸能界を目指すようになったきっかけは、小学生時代のいじめ体験からで、当時色黒だったため、「ヤマンバ」「ガングロ」などと呼ばれていた。この恨みから、芸能界に入って見返してやると思ったという。この当時はモーニング娘。に憧れていた。
中学校時代、風邪でなくてもマスクをするのが女子の間で流行っていた。桐谷美玲の大ファンだったことから雑誌に載っていた桐谷のメイク術を真似してマスクをして友達と遊びに行ったところ、友人から「すっごいそっくりじゃん！」と言われ、マスクメイクがいけるかもと思ったのが最初の出来事だった。もともと自分の顔にすごくコンプレックスがあった。母がフィリピン人で、肌が黒く面長な顔が嫌いで自分の顔に自信がなかった。しかし、マスクをすれば目元しか見えず、コンプレックスの顔の半分が隠れて周囲からも可愛いと褒められるのが嬉しくどんどんのめり込んでいった。桐谷の次にくみっきー、浜崎あゆみ、倖田來未のものまねメイクをしていく。そのたびに友人に褒められた。SNSに載せたりはせずに、あくまで自己満足でやっていた。
次第に涙袋メイクが流行していき、涙袋を上手に生かしたメイクをする香里奈を手本にする。涙袋が大きくてコンプレックスがあった。その流れでAKB48で大人気だった板野友美のメイクにも挑戦する。
2011年（平成23年）10月16日、北関東のショッピングモールにAKB48（当時）の「板野友美らしき人物がマスクをかけた姿で現れた」ことから、モール内は騒然となり、多くの“目撃情報”が写真付きでツイッター上に投稿された。板野はこの日、北海道で行なわれるAKB48の握手会に参加する予定を、当日になって体調不良を理由に急きょ参加をキャンセルしていたため、サボリ疑惑が持ち上がった が、実はこれがデビュー前のざわちんであった。この一件で板野のそっくりさんとして注目を集めるようになり、フジテレビの『爆笑そっくりものまね紅白歌合戦スペシャル』に、“ものまねAKB”の一員として出演するようになる。

### デビュー後
2012年（平成24年）9月20日、番組のドッキリ企画で、第25回東京国際映画祭発表会見の会場にサプライズで登場し、周囲を騒然とさせた。この会見にはAKB48で板野と同僚だった前田敦子が映画祭のアンバサダーとして出席しており、前田も驚いていた。
2013年（平成25年）2月1日、板野が年内にAKB48を卒業することが発表された際、彼女自身も2月1日放送の『爆笑そっくりものまね紅白歌合戦スペシャル』を以て“ものまねAKB”を卒業する事を発表した（ざわちんの卒業が先に決定していた）。ただし、板野の顔真似は今後も続けるとしている。
同年2月15日の『中居正広の金曜日のスマたちへ』で、前田敦子の物真似で有名なキンタロー。とニセ前田・ニセ板野として共演した。
同年3月2日に行なわれた東京ガールズコレクションに出場、その際、顔真似をした桐谷美玲本人と初対面を果たした。なお、桐谷は以前から憧れの存在でもあった。
同年3月、自身のトレードマークであるマスクをプロデュースした。なお、マスクをしていた理由について母は「八重歯がコンプレックスだったからかも」と話している。
同年9月5日放送の『今、この顔がスゴい!』にゲスト出演、顔真似のレパートリーの1つであるきゃりーぱみゅぱみゅのメイクをたんぽぽの白鳥久美子はじめ11人の女性に施して見事に変身させ、司会の櫻井翔、有吉弘行らを驚嘆させた。これが大きな反響を呼んだことから、9月19日放送分に再出演、エド・はるみを沢尻エリカに、たんぽぽの川村エミコを益若つばさに、ニッチェの江上敬子をローラにそれぞれメイクを施して見事に変身させ、櫻井らを再び驚嘆させた。ただ、自身は時間の制限もあってメイクの出来など、公式ブログでは辛口の採点をしている。
2014年（平成26年）7月、『パリコレ オートクチュール』ブランド“ジェレミー・ブエノ”のメイクに参加。通常のメイクとパリコレメイクとの大きな違いや差を痛感。この模様はTBS「情熱大陸」で密着取材された。
同年7月26日から27日にかけて放送された『武器はテレビ。 SMAP×FNS　27時間テレビ』で27時間ものまねメイクマラソンに挑戦、途中体調不良になり点滴を打ちながらも、見事に完遂した。

### マスクを外した芸能活動
2014年（平成26年）9月22日放送の『がんばった大賞』に出演。これからはマスクを取ってテレビ出演を行うと宣言し、生放送で初めてマスクを取って出演した。そもそも顔に自信がないからマスクメイクを始めたのに、その顔をテレビで見せするのはと悩んでいた。食レポや外でのロケができなかったりした。そんな時に素顔を見た中居正広が「ざわちんはマスク外したら普通の子だよ。みんなハードル上げすぎ」ってしきりに言ってくれた。その言葉もあって外した姿も見せようと決心できたという。
同年10月4日放送のオールスター感謝祭の企画にてロッテリアのCMキャラクターとして採用されることが決定した。現在、物真似メイクをしない場合はマスクを着けずにテレビ出演している。
2015年（平成27年）5月23日、初の韓国テレビ、SBS『STARKING』に出演。
2016年（平成28年）1月11日、「AXN ゴールデングローブ賞アンバサダー」に就任。同賞をリポートするためにレディ・ガガ風ものまねメイクにて授賞式に参加。アフターパーティでは、レディ・ガガ本人と対面し、ツーショット撮影を果たした。
同年3月、中国・上海で、カネボウKATEイベントでものまねメイクを披露。9月には同じく中国・上海にてアヴァンセ シピエイベントにてものまねメイク姿を披露し、その模様は中国のインフルエンサーにより様々な動画サイトで公開され、約2週間で280万アクセスを記録した。
同年3月、まつげエクステサロン「Blanc」のPRアンバサダー 兼 目元ビューティーアドバイザー就任が発表される。
同年4月、ユニバーサルミュージックと提携した新レーベル「star」から、「Zawachin」（ザワチン）名義で歌手デビュー。デビュー曲は「まだ見ぬセカイ」で作詞も担当している。4月27日オリコンデイリーチャート第14位を獲得。全20ヵ所のリリースイベントをこなした。
同年6月21日、資生堂の依頼から『インテグレート』キャンペーンに出演。同ブランドイメージガールの小松菜奈と岸本セシルのものまねメイクを同じ衣装で完全コピーした。
同年11月、「ハリー・ポッター」の新シリーズ『ファンタスティック・ビーストと魔法使いの旅』のプロモーションでロンドンへ渡航。プレミアイベントにてニュート・スキャマンダー風ものまねメイクでレッドカーペットを歩き、主演のエディ・レッドメインと対面を果たした。
2017年（平成29年）2月、ノルディックスキージャンプ女子の高梨沙羅が、フジテレビ『スポーツLIFE HERO'S』でざわちんのブログのメイクを参考にしていると発言。その後、ざわちんは彼女を一番弟子に指名した。その後、高梨は歴代最多の通算53勝を果たし、5月はざわちんは高梨沙羅風ものまねメイクを発表した。
同年2月11日に初主演の中国映画『贺岁龙虎豹』（フエースイルンフゥバォー）が配信公開（中国では劇場公開とほぼ同時にネットの有料サイトで公開するのが一般的）され、一週間で2000万回再生を記録し、配信ランキング第1位になった。その後も配信は伸び続け、3月6日には3000万回を突破、配信開始2017年2月11日〜3月8日現在で、累計配信3,009万4000回を記録。後日、タイトルが『兄弟大作戦之我(私)の彼女の名は静香』に変更された。
同年5月、2018年の冬季五輪開催地「平昌」を盛り上げるために結成された「平昌オンラインサポーターズ」のリーダーに就任。
2018年（平成30年）9月、UQモバイルweb広告動画で、深田恭子、多部未華子、永野芽郁のUQ三姉妹と共演。永野芽郁のものまねメイクで本人と対面し、本人からお墨付きの公認を貰った
2019年（平成31年）4月23日、大塚寧々がイメージガールを務める「LEVIGAモイスチュアセラム」PRイベントにて、大塚寧々風ものまねメイクで登場。本人から公認を貰った。
2019年（令和元年）5月22日、CS映画専門チャンネル「ムービープラス」で、第72回カンヌ国際映画祭授賞式の模様を生中継記念したイベント「カンヌ映画祭スペシャル2019」トークショーを実施。令和初のものまねメイクとして、今年のコンペティション部門の注目作である、クエンティン・タランティーノ監督『ワンス・アポン・ア・タイム・イン・ハリウッド』に出演するマーゴット風メイクで登場。
同年5月28日、篠原涼子主演映画「今日も嫌がらせ弁当」の完成披露イベントにてサプライズ登場。巨大キャラ弁箱から映画のポスタービジュアルの篠原涼子風ものまねメイクでなりきり、本人から公認を貰う。
同年10月10日、中華圏最大級のソーシャルメディアweibo（微博/ウェイボー）にて動画配信開始。同年12月16日、世界的経済誌の日本版である「Forbes JAPAN（フォーブス ジャパン）WEBにて、ざわちんの中国進出プロジェクトが取り上げられる。
2020年（令和2年）1月22日、日本テレビ「news zero」にて、今年注目メイク『チャイボーグメイク』についてざわちんが解説とメイクを行う。
「漆黒の小澤」という名でゲーマーとしても活動していたが、eスポーツチーム「AROWZ BROS.」（アローズブラザーズ）結成を期に、2020年6月に「AzB ざわちん」へと改名。
同年10月1日、自身のYouTubeチャンネル『小澤かおりってだれ?』を開設。3日に1度のペースで配信更新をし始める。

### 結婚後
2020年（令和2年）12月24日、内装職人の一般男性と結婚。2021年（令和3年）5月21日に放送されたTBSテレビ『中居大輔と本田翼と夜な夜なラブ子さん』で発表された（当初は4月放送だったが、『橋田壽賀子追悼特別番組』により放送日が延期）。「オンラインゲーム」で知り合い交際期間は1年でゴールイン、当初は「顔がタイプじゃない」という理由で交際をためらってたが、周囲からの後押しと、酔って呼び出した際に深夜にもかかわらず駆けつけてくれたという対応にハートを掴まれた。
現在は“メイクは魔法”を合言葉に、メイクで女性たちを幸せにするために多方面で活動している。

## 芸風
目元が特に板野友美にそっくりなため、板野の物真似をする際には、常にマスクをかけて登場する。ただし、“ものまねAKB”の時はマスクはしていない。メイクをアレンジして様々な有名人の顔真似をしてブログで公開している。この際も、板野の物真似と同じようにマスクをかけているか、手で鼻から下を隠している事が多い。
物真似メイクの最終チェックは、ざわちんに頼まれて母がしているという。

## ものまねメイク レパートリー
※50音順

### 女性
- アヴリル・ラヴィーン
- 浅田真央[30][31]
- 安室奈美恵
- 新垣結衣
- アリアナ・グランデ
- 有村架純
- 杏
- アンジェラベイビー
- 石原さとみ
- 伊藤千晃（AAA）
- 井上真央、貫地谷しほり、菜々緒、蓮佛美沙子（映画『白ゆき姫殺人事件』とのタイアップ企画）[32]
- 大島優子
- オードリー・ヘップバーン
- カーラ・デルヴィーニュ
- 岸本セシル
- 北川景子
- きゃりーぱみゅぱみゅ
- 桐谷美玲
- 桐谷美玲 ほか（テレビドラマ『好きな人がいること』他の出演者とセットで）
- ク・ハラ（KARA）
- 倉木麻衣
- 倖田來未
- 剛力彩芽
- 小嶋陽菜[33]
- 小松菜奈
- 紗栄子
- 沢尻エリカ（映画『ヘルタースケルター』風）
- 篠田麻里子[34]
- 島崎遥香
- 白石麻衣（乃木坂46）
- 少女時代
- スカーレット・ヨハンソン（映画『アベンジャーズ』主人公・ブラック・ウィドウ風）
- 杉野真実（日本テレビアナウンサー）
- すみれ
- 平愛梨
- 高梨沙羅
- 滝川クリステル[35]
- 田丸麻紀
- 辻希美
- テイラー・スウィフト
- トリンドル玲奈
- 永野芽郁[28]
- 夏目三久
- 菜々緒
- 橋本環奈（Rev. from DVL）
- 浜崎あゆみ[36]
- 広瀬すず（映画『チア☆ダン〜女子高生がチアダンスで全米制覇しちゃったホントの話〜』風）
- 藤田ニコル
- マーゴット・ロビー
- くみっきー
- ベッキー
- ペネロペ・クルス
- 本田翼
- 益若つばさ
- 松井玲奈
- 松嶋尚美[37]
- 松嶋菜々子
- 松嶋菜々子、杏（テレビドラマ『オリエント急行殺人事件 (2015年のテレビドラマ)』風）
- 道端アンジェリカ
- 水原希子
- ミランダ・カー
- 室井佑月、大竹しのぶ（「金スマ」風）
- 最上もが（でんぱ組.inc）
- 森星
- ヤン・ミー（中国語版）
- レイトン・ミースター（映画『ゴシップガール』のブレア風）[38]
- ローラ
- 山本彩（NMB48）
- YOU
- 吉高由里子、榮倉奈々、大島優子（テレビドラマ『東京タラレバ娘』風）
- リリー・コリンズ
- レディー・ガガ

### 男性
- 與真司郎（AAA）
- 嵐[39]
- 綾野剛、金子ノブアキ（映画『白ゆき姫殺人事件』とのタイアップ企画）[40]
- ウィル・スミス
- エディ・レッドメイン（映画『ファンタスティック・ビーストと魔法使いの旅』のニュート・スキャマンダー役）
- GACKT
- くりぃむしちゅー
- 桑田佳祐（サザンオールスターズ）
- GENKING
- 小山慶一郎（NEWS）
- 坂口健太郎（テレビドラマ『東京タラレバ娘』風、他の出演者とセットで）
- 佐藤健[41]
- SMAP
- ジャスティン・ビーバー
- EXILE TAKAHIRO[42]
- 知念侑李（Hey!Say!JUMP）
- 手越祐也（NEWS、テゴマス）
- テリー伊藤
- 東方神起
- 中居正広（「金スマ」風、室井佑月、大竹しのぶとセットで）
- 錦織圭
- 錦戸亮（関ジャニ∞）
- ネイマール
- 野村萬斎（テレビドラマ『オリエント急行殺人事件 (2015年のテレビドラマ)』共演の松嶋菜々子、杏とセットで）
- hyde（L'Arc〜en〜Ciel、VAMPS）[43]
- 羽生結弦[44]
- ピコ太郎
- BIGBANG
- 深瀬慧（SEKAI NO OWARI）
- 藤ヶ谷太輔、玉森裕太（Kis-My-Ft2）
- 増井一徳
- 松本人志（ダウンタウン）
- ミンヒョン（NU'EST）
- 向井理（映画『小野寺の弟・小野寺の姉』風）[45]
- 山﨑賢人、三浦翔平、野村周平（テレビドラマ『好きな人がいること』主演・桐谷美玲とセットで）
- 山田孝之
- ryuchell
- ワン・ダイレクション[46]

### 漫画
- 鬼滅の刃・炭治郎＆禰󠄀豆子[47]

### 反響
顔真似のクオリティはいずれも高い事から、絶賛の声と共に有名人メイクのリクエストの声も多数寄せられている。
このうち、桐谷美玲とくみっきー、松嶋尚美の顔真似については本人から、辻希美の顔真似についてはその夫・杉浦太陽から それぞれブログで絶賛されている。
滝川クリステルの顔真似については、彼女の実弟でモデルの滝川ロランから絶賛されている。ローラの顔真似については絶賛の声が多く寄せられた一方、この時期、ローラの父親が海外療養費を不正受給したとして国際手配され、ローラ自身への風当たりも強かった事から、一部で「売名行為」との批判も受けた。
ソチオリンピックフィギュアスケート後に披露した浅田と羽生の顔真似については、村上佳菜子からツイッターで絶賛された。
2013年12月5日に開かれた紗栄子出演のつけまつげブランド「ミッシュブルーミン」の新CM発表会にゲストとして登場した際に彼女の顔まねメイクを初披露、本人から絶賛された（その後、自身のブログでも改めて披露した）。
2014年1月18日、一連の顔真似メイクをまとめた本『ざわちん Make Magic』が宝島社から発売され、2014年3月14日現在で、11万部を突破する売上げを記録した。
女子スキー・ジャンプ選手の高梨沙羅は自身のメイクについて、ざわちんのメイクを参考にしていると公言している。

## 私生活
日本人の父とフィリピン人の母のハーフ。
本名の“かおり”は、肌がきれいだという母の知り合いの女性の名前から名付けられた。3歳から6歳まで、フィリピンに居る母方の祖父母の元で育つ。小学校は日本で通わせるため、母が迎えに行って帰国。フィリピンに父親違いの姉が一人と日本に父親違いの三つ子の弟がおり、また生後すぐに亡くなった双子（一卵性）もいた。2014年10月14日放送の『解決!ナイナイアンサー』において、この死別した双子の姉のことを告白。小学生の時に亡き姉を思って絵にしたこともあり（地上に自分、空に姉を描いた絵）、母はこれを見た時に一番辛かったという。姉について「忘れていないし、会いたい」と言う。

## 受賞歴
- 2014年 美人の勝ち組は誰だ？旬な顔 of the year!!“2014年のベストウーマン大賞”グランプリ受賞（講談社「VoCE(ヴォーチェ)」）
- 第3回「2014年ベストビューティストアワード」話題部門受賞（＠cosme）
- 「ベストマスクアワード2014」「初代ベスト・マスクイーン」ダブル受賞
- 撮り方を参考にしたい「自撮りマスター」第1位受賞（国内最大級のフォトブックサービス「My Book（マイブック）」）
- 「メイクを習いたい有名人は誰？」第1位（美レンジャー）

## 出演

### テレビ

#### バラエティ番組
レギュラー
- TiARY TVプラスVR（2017年4月7日 - 、tvk）

#### ドラマ
- ドS刑事 第9話（日本テレビ、2015年6月6日） - 本人 役
- 磁石男2015（日本テレビ、2015年9月18日）

### ラジオ
- 市長いまどきトーク（エフエム太郎、2013年2月1日放送分）
- J-WAVE TOKYO MORNING RADIO（J-WAVE、2014年1月28日放送分）
- E-ne! 〜good for you〜（横浜エフエム放送、2014年2月17日放送分）

### ミュージックビデオ
- 8utterfly「100年の恋...つきあってた証 feat. Mr.Low-D」
- ケラケラ「MAKE UP」

### CM
- グリコ「BREO」[67]
- アクサ損害保険・アクサダイレクト「ひとりひとりにパーソナルベストを」篇（メイク担当のみ）[68]

当該CMには本人は出演していないがメイク担当で参加し、CM出演俳優の木川淳一に、CMメインキャラクターの堤真一の顔真似メイクを施している。
- 朝日・朝日えごま油「油マスク篇」[69]
- ミオナ アイスシルクマスク (2020年7月 -)

### 映画
- 賀歳龍虎豹（2017年、中国映画）[27]
- 私がモテてどうすんだ（2020年7月10日、松竹）- 土井 役
- 怪奇タクシー（2022年8月5日、ギグリーボックス） - 友美 役[70]

## 書籍
- ざわちん Make Magic（2014年1月18日、宝島社）　ISBN 978-4800219886
- ざわちん Make Magic 2（2015年1月24日、宝島社）　ISBN 978-4800234520
- S Cawaii！特別編集　ざわちんメイク まとめ。 通常版―誰でもなりたい顔はつくれる ! (2015年4月17日、主婦と生活社)　ISBN 978-4074125531
- ヘアと眉を完コピすれば8割似せられる。ざわちん流 魔法のなりきり ヘアスタイルBOOK（2015年12月11日、講談社）　ISBN 978-4062198585
- 品よく可愛いが叶う 大人のマスクメイクBOOK（2020年12月27日、アスコム）　ISBN 978-4776211136

## ディスコグラフィ
歌手活動での名義は「Zawachin」（ザワチン）

### シングル
- まだ見ぬセカイ（2016年4月）[26]